# Lagos del Norte
Lagos del Norte é uma localidade uruguaia do departamento de Rivera, na zona norte do departamento, próxima ao Rio Cuñapirú. Está situada a 10 km da cidade de Rivera, capital do departamento.

## População
Segundo o censo de 2011 a localidade contava com uma população de 291 habitantes.
| Variação demográfica do município entre 1963 e 2011 |
|                                                     |

## Geografia
Lagos del Norte se situa próxima das seguintes localidades: a oeste, Tranqueras, a norte, Rivera, e a leste Paso Ataques.

## Autoridades
A localidade é subordinada diretamente ao departamento de Rivera, não sendo parte de nenhum município riverense.

## Transporte
O município possui as seguintes rodovias:
- Ruta 27, que liga o município de Vichadero até a cidade de Rivera [6][7][8]

O Aeroporto Internacional de Rivera fica localizado próximo à localidade, no outro lado do rio Cuñapirú. 